# Kuchyně Wallisu a Futuny

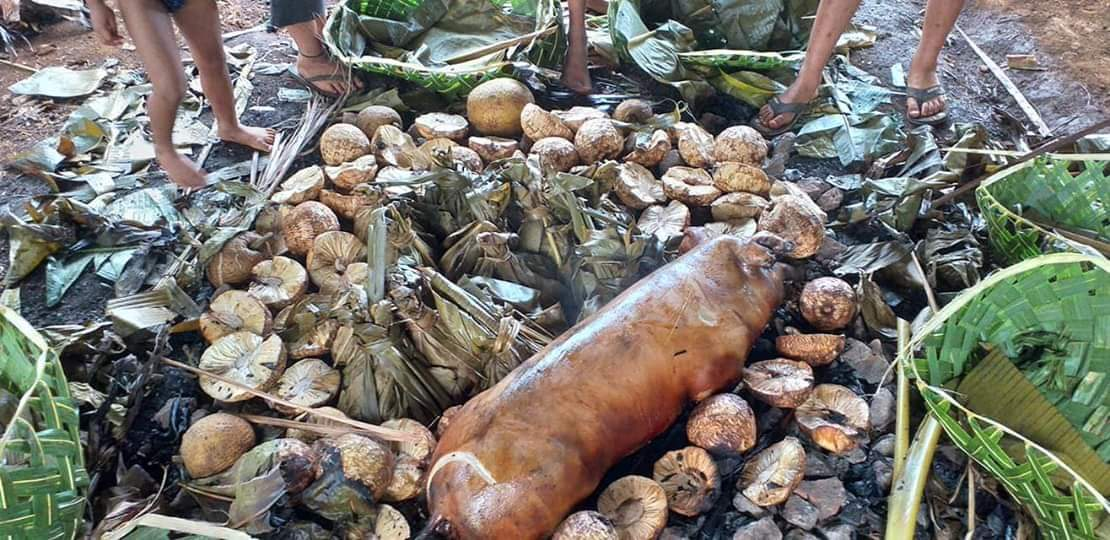
Chlebovníky a sele připravované na způsob umu na ostrově Wallis

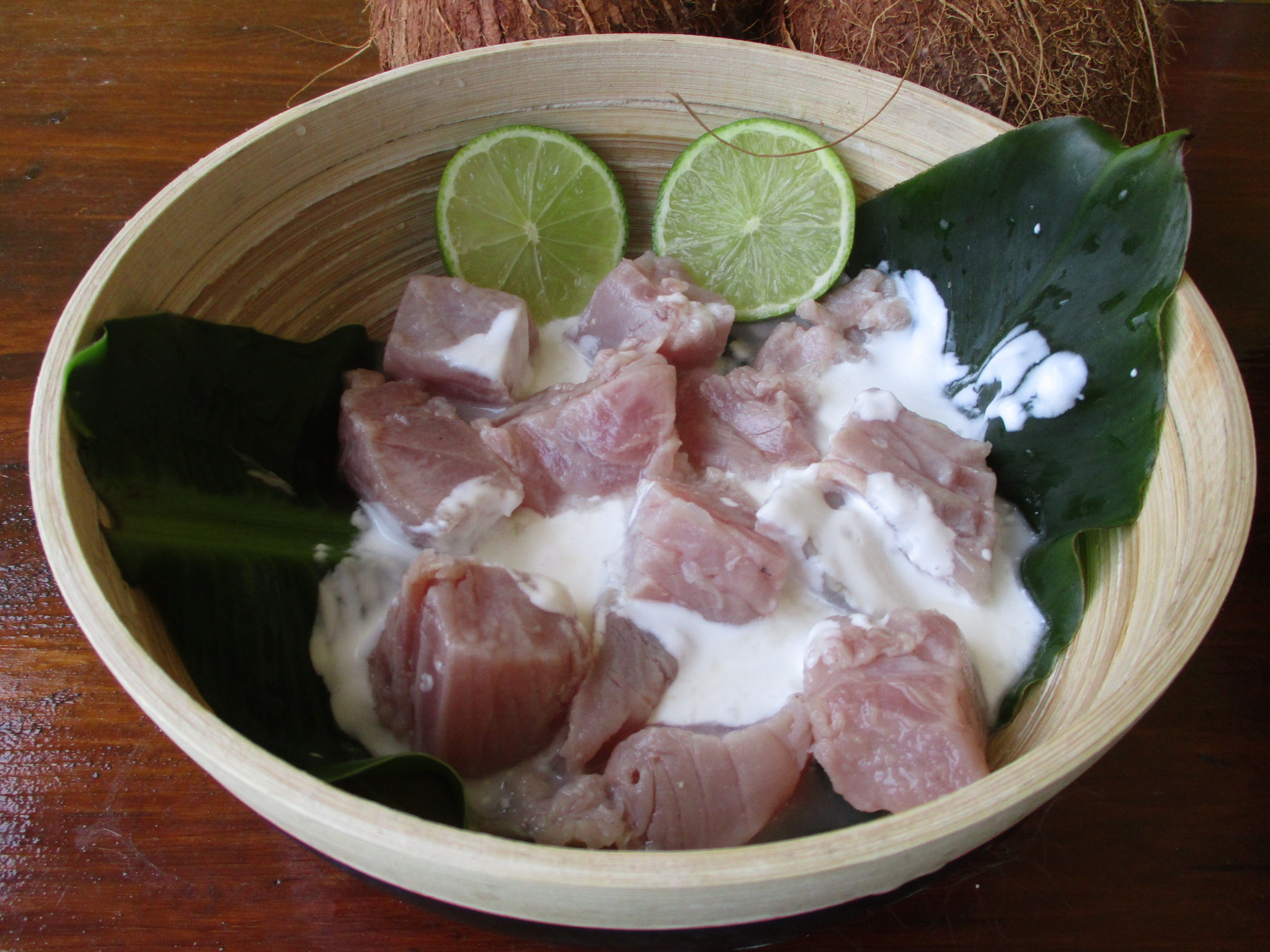
Ika ota na banánovém listu s limetkou

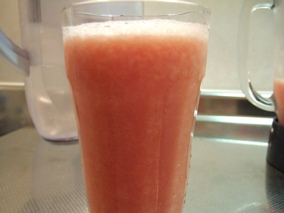
Otai

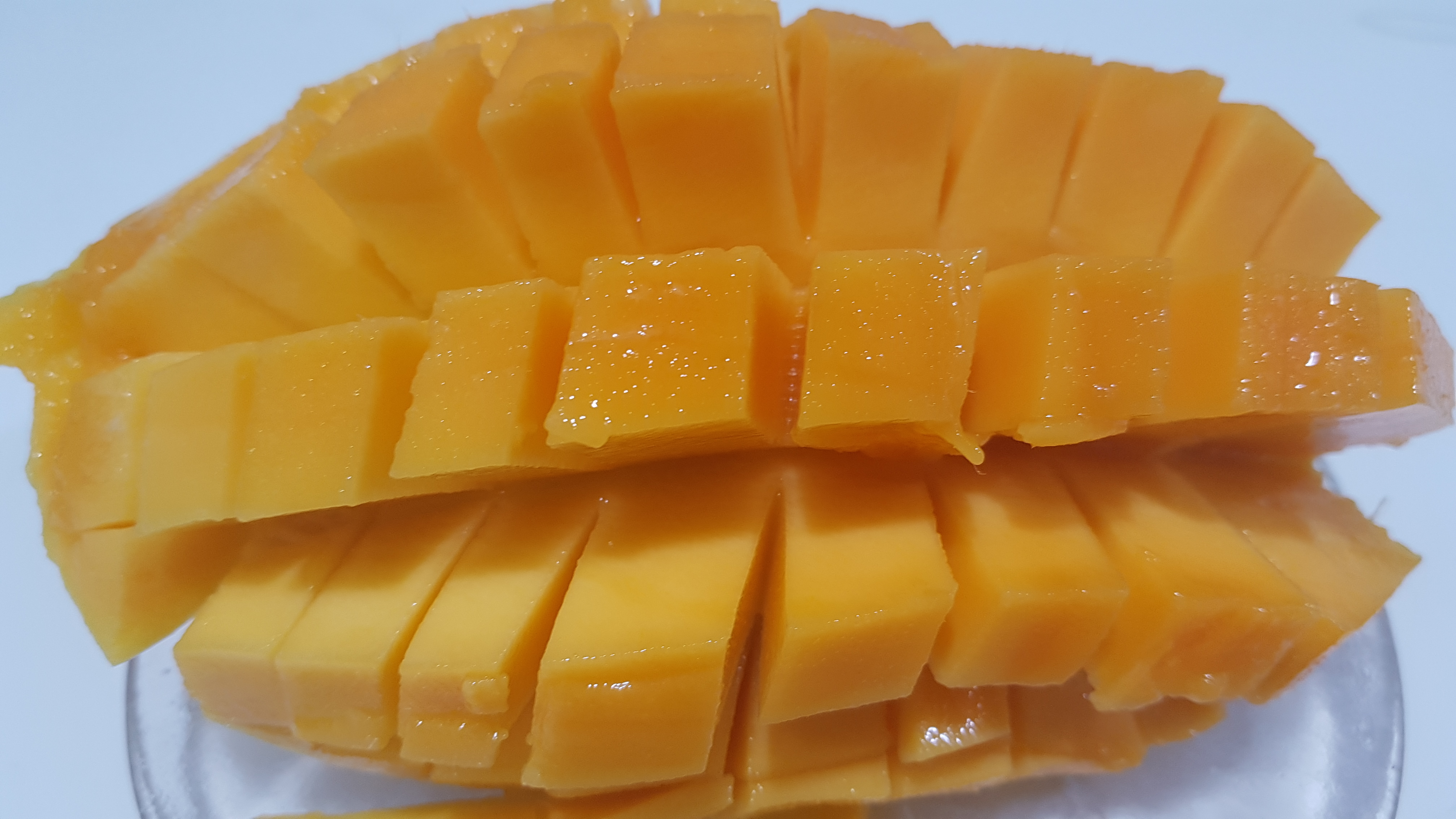
Mango

Kuchyně Wallisu a Futuny je podobná kuchyním ostatním polynéských ostrovů, ale i francouzskou kuchyní, jelikož ostrovy Wallis a Futuna jsou součástí Francie. Ostrovy Wallis a Futuna jsou díky sopečnému podloží velmi úrodné, pěstuje se například taro, chlebovník nebo různé druhy tropického ovoce (například papája, kokos nebo mango). Krom toho se na ostrovech produkuje vanilka.
Tradiční způsob přípravy pokrmů se nazývá umu (obdoba novozélandského hāngi). Jedná se o pomalé pečení v pecích vyhloubených v zemi. Jednotlivé pokrmy (například taro, mořské plody nebo sele) se pečou zabalené v banánových listech.

## Příklady pokrmů z Wallisu a Futuny
Příklady pokrmů z Wallisu a Futuny:
- Taro, hlízy kolokázie jedlé připravované na mnoho způsobů, často podávané jako příloha.
- Ika ota (poisson cru), kousky syrového rybího masa marinované v citrusové šťávě, smíchaná s kokosovým mlékem a zeleninou.
- Fafaru, pokrm z ryb fermentovaných ve směsi mořské vody a krevet.
- Lu tu'akuku, dezert z mouky a kokosového mléka.

## Příklady nápojů z Wallisu a Futuny
Příklady nápojů z Wallisu a Futuny:
- Kava, opojný nápoj z pepřovníku opojného.
- Otai, nápoj z rozmixovaného čerstvého ovoce a kokosu.
- Kokosová voda.